# São Pedro (Torres Novas)
São Pedro ist ein Ort und eine ehemalige Gemeinde (Freguesia) im portugiesischen Kreis Torres Novas. Die Gemeinde hatte 5569 Einwohner (Stand 30. Juni 2011).
Am 29. September 2013 wurden die Gemeinden Torres Novas (São Pedro), Lapas und Ribeira Branca zur neuen Gemeinde União das Freguesias de Torres Novas (São Pedro), Lapas e Ribeira Branca zusammengeschlossen. Torres Novas (São Pedro) ist Sitz dieser neu gebildeten Gemeinde.